# Équipe de France féminine de futsal FIFA
Pour les articles homonymes, voir Équipe de France.
Maillots
L'équipe de France féminine de futsal,  créée en 2023, est l'équipe nationale qui représente la France dans les compétitions internationales féminines de futsal, sous l'égide de la Fédération française de football (FFF). Elle consiste en une sélection des meilleures joueuses françaises.

## Histoire
Comme plusieurs sports en France, le futsal féminin se développe moins vite que la pratique masculine. En 2020, il n'existe pas d'équipe de France féminine de futsal FIFA. Celle existante est dissidente et affiliée à l'AFF, non-reconnue par la FIFA. Ainsi, la France n’est pas représenté durant le premier Championnat d'Europe féminin de futsal organisé en février 2019 au Portugal, ni 2021. Outre les critériums régionaux, un championnat national doit alors se mettre en place à moyen terme regroupant les meilleures équipes féminines de France. L’objectif est, en parallèle, de pouvoir constituer une sélection nationale de futsal compétitive.
La Fédération française de football lance en 2022 une compétition nationale féminine de futsal, appelée Challenge national. Cette compétition est considérée par la Fédération comme un prérequis avant de pouvoir créer une sélection nationale.
En août 2023, la FFF lance un grand plan d'investissement dans le futsal français. Elle annonce à cette occasion la création d'une équipe de France féminine de futsal. Pierre-Étienne Demillier, auparavant sélectionneur de l'équipe de France des moins de 21 ans, est nommé à la tête de cette équipe. La première liste de joueuses est annoncée le 5 septembre 2023, pour un rassemblement le 25 septembre. Le premier match prévu est un match contre la Finlande le 7 novembre 2023 à La Chapelle-sur-Erdre ; les Françaises obtiennent le match nul (1-1), le premier but de la sélection étant inscrite par Léna Jouan. Les Françaises affrontent à nouveau la Finlande le lendemain à Montaigu-Vendée et s'inclinent par 2 buts à 1 ; Alexandra Atamaniuk inscrit le seul but des Bleues.

## Personnalités

### Sélectionneur
| Année       | Nom                      |
| ----------- | ------------------------ |
| depuis 2023 | Pierre-Étienne Demillier |

Pierre-Étienne Demillier devient adjoint de l'équipe de France espoirs en 2011, puis sélectionneur de cette dernière. À la création de l'équipe de France féminine, il en prend la tête.